# Fargesia lincangensis
Fargesia lincangensis är en gräsart som beskrevs av Tong Pei Yi. Fargesia lincangensis ingår i släktet bergbambusläktet, och familjen gräs. Inga underarter finns listade i Catalogue of Life.